# 6506 Клаусгайде
6506 Клаусгайде (6506 Klausheide) — астероїд головного поясу, відкритий 15 березня 1978 року.
Тіссеранів параметр щодо Юпітера — 3,535.